# Henri Bouschet
Jean-Joseph-Marie-Saturnin-Henri Bouschet de Bernard, dit Henri Bouschet, né le 29 novembre 1815 à Montpellier et mort le 8 juin 1881 dans la même commune, est, comme son père Louis Bouschet, un créateur français de cépages hybrides de vignes du milieu du XIXe siècle.

## Biographie
Henri Bouschet œuvra au Domaine de la Calmette, à Mauguio (Hérault, France). Il s'inscrivit dans la continuité de son père, Louis Bouschet, qui, dès 1829, avait procédé au croisement de deux cépages, le Teinturier et l'Aramon, pour obtenir une vigne plus productive et au jus plus coloré,.
Propriétaire foncier et viticulteur, Henri Bouschet était membre de la Société centrale d'agriculture de l'Hérault et publia régulièrement le résultat des travaux de son père puis de ses propres travaux agronomiques. Il présenta ses cépages lors de l'Exposition universelle de Lyon en 1872. À la fin de sa vie, il œuvra pour diffuser les méthodes de lutte conte le phylloxéra, étudiant puis recommandant, comme Jules Émile Planchon, le greffage de plants français sur des porte-greffes américains,,.
C'est d'ailleurs le botaniste Jules Émile Planchon qui écrivit sa nécrologie dans la revue La vigne américaine et la viticulture en Europe, à la suite de son décès en juin 1881.

## Hybrides créés par Henri Bouschet
- Alicante Bouschet[10],[11]
- Grand Noir de la Calmette[12]

## Publications
- De l'Engraissement d'un troupeau à la bergerie avec du marc de raisin distillé, comme moyen de se procurer des fumiers abondants, 1856
- Rapport de la Commission de la Société centrale d'agriculture de l'Hérault, nommée pour procéder à l'examen de divers instruments employés pour le soufrage des vignes, 1857
- Gazonnement des terrains arides, reboisement des montagnes. Rapport sur les travaux de M. Marguerite d'Espérel, exécutés dans sa propriété de la Madeleine (Var), par M. Henri Bouschet, 1861
- Collection de vignes à suc rouge obtenue par le semis après le croisement des cépages méridionaux avec le Teinturier, 1865
- Des Effets de l'atavisme et de la fécondation sur la variation des raisins, 1865
- Du Commerce des raisins de table du Midi expédiés sur les marchés de Paris et des villes du Nord, et des tarifs des chemins de fer devant l'enquête agricole, 1867
- Concours ouvert par la Société d'horticulture de l'Hérault, pour la culture et la bonne direction des arbres fruitiers, spécialement du pêcher et du poirier. Rapport de la commission chargée de visiter ces cultures, 1868
- De la Taille des vignes après une forte grêle pendant la végétation, 1870, dans Annales de la Société d'agriculture, sciences, arts et belles-lettres d'Indre-et-Loire, Tours, 1871, , tiré à part : impr. de Grollier.
- Les Raisins du verger, ou Choix des meilleurs et des plus beaux raisins de table pour le verger dans le midi de la France, 1870
- Trois nouveaux Muscats obtenus par la fécondation croisée et le semis, 1872
- Les Vignes américaines devant le congrès interdépartemental tenu le 24 juin 1875 à Montpellier, 1875
- Moyens de transformer promptement par les vignes américaines les vignobles menacés par le phylloxéra, 1874
- Solution de la question du phylloxéra par les vignes américaines, 1875